# ما التنوير؟
إجابة السؤال: ما التنوير؟ (بالألمانية: "?Beantwortung der Frage: Was ist Aufklärung")‏ هي مقالة للفيلسوف إيمانويل كانت ألفها سنة 1784.
في جوابه على سؤال القس يوهان فريدريش تسولنر (1753 – 1804): ما التنوير؟ يحدد إيمانويل كانت مفهوم التنوير بأنه: خروج الإنسان من قصوره الذي اقترفه في حق نفسه من خلال عدم استخدامه لعقله إلا بتوجيه من إنسان آخر. ويحصر كانت أسباب حالة القصور تلك في السببين الأساسيين التاليين: الكسـل والجبــن ! فتكاسل الناس عن الاعتماد على أنفسهم في التفكير أدى من جهة إلى تخلفهم، ومن جهة أخرى هيأ الفرصة للآخرين لاستغلالهم، وذلك بسبب عامل الخوف فيهم.
على الرغم من تأييد إيمانويل كانت لمبادئ الثورة الفرنسية – لا يؤيد طريق الثورة بوصفه الطريق السليم للإصلاح. وذلك أنه كان يرى بأن تغيير اتجاه العقول من الاعتماد على الغير إلى الاستقلال الذاتي أمر لا ينفع فيه تحول مفاجئ، كالذي يحدث في الثورات، وإنما تعين عليه التربية العقلية والنقدية. ومن هنا، يضع كانت شرط «الحرية» بوصفه مطلبا ضروريا لنشأة التنوير واستمراره.
هنا أيضا، يميز إيمانويل كانت بين «استخدامين» لمفهوم الحرية، أحدهما هو الاستخدام العلني للعقل في كل الأمور – وهذا هو المطلب الأساسي - ، والاستخدام الخاص – ويقصد به الاستخدام الوظيفي - ، وهنا أيضا تنشأ إشكالية الفصل في الإنسان الواحد بين «المواطن» وبين «الموظف».
على الرغم من أن «تأسيس ميتافيزيقا الأخلاق» سوف يظهر بعد أقل من عام واحد (1785) من ظهور مقال: الجواب على سؤال ما التنوير؟ (1784) وهو الكتاب الذي يبين فيه كنت وبوضوح كيف أن إطاعة «القانون» لا تعني إلغاء الحرية الفردية، بل على العكس تدعمها وتقويها، طالما كانت القوانين صادرة عن الأفراد بوصفهم أعضاء فاعلين في المجتمع. أقول على الرغم من ذلك، إلا أننا لا نجد أية إشارة لا من قريب ولا من بعيد في هذا المقال تفيد هذا المعنى، وإنما في المقابل نجد أن كانت يقول صراحة بتعارض الحرية الفردية مع القانون والنظام العام في الدولة، والذي سوف يقول أيضا بتقديم النظام على الحرية الخاصة !!!